# Berufs- und Studienorientierung an Gymnasien
Bei der Berufsorientierung an Gymnasien (Abk. BOGY) handelt es sich um eine für alle Schüler der Klasse 9, 10 oder 11 – je nach Schule – verpflichtende Berufsorientierungszeit an baden-württembergischen Gymnasien.

## Verlauf
Alle Schüler suchen individuell nach ihrem Praktikumsplatz, können allerdings auch Hilfe von der Schule in Anspruch nehmen. Vorgesehen ist eine Praktikumszeit von einer Woche im Patenunternehmen. Häufig handelt es sich hierbei um die Woche vor oder nach den Herbst- oder Winterferien, sodass die Berufserkundungszeit auf Wunsch in die Ferien hinein verlängert werden kann.
Im Anschluss kann vonseiten der Schule ein Praktikumsbericht verlangt werden, der als schriftliche Leistung gewertet werden kann.

## Weiteres
Neben der Berufsorientierung an Gymnasien findet eine Berufsorientierung in der Realschule statt, die einem ähnlichen Schema folgt. In der gymnasialen Oberstufe an baden-württembergischen Schulen gibt es weitere Unterstützungsangebote zur Studien- und Berufswahl, beispielsweise das Entscheidungstraining BEST.
An einigen Schulen findet zusätzlich ein erstes Praktikum in der 9. Klasse statt, meist ein sogenanntes Sozialpraktikum.